# Helicteres longepedunculata
Helicteres longepedunculata är en malvaväxtart som beskrevs av Karl Moritz Schumann. Helicteres longepedunculata ingår i släktet Helicteres och familjen malvaväxter. Inga underarter finns listade i Catalogue of Life.